# Toni Clapés
Antoni Clapés Casals (Barcelona, 26 de noviembre de 1967), más conocido como Toni Clapés, es un presentador de radio y televisión español.

## Trayectoria
Inició su carrera en el mundo de las radiofórmulas musicales. A mediados de los años 1990 formó parte del programa radiofónico El Terrat, presentado por Andreu Buenafuente, en Radio Barcelona (Cadena SER).
Junto con el resto de integrantes de este programa, en 1994 hizo su debut televisivo como colaborador del espacio Tot per l'audiència, presentado por Javier Sardá y emitido por TV3. Posteriormente, participó en otros espacios de la televisión autonómica catalana: Sense Títol, presentado también por Buenafuente y Perso I'mnes humanes y Solvència contrastada, ambos acompañando a Mikimoto. En 1997 debuta en solitario con el espacio Efectes secundaris.
Su fama, a nivel nacional, le llega en 1998 cuando Sardá le incorpora al elenco de colaboradores del programa Crónicas Marcianas, de Telecinco. En este espacio, líder de la televisión nocturna en España, Clapés desarrolla su faceta de imitador de personajes famosos.
Paralelamente, inicia su carrera como presentador radiofónico en solitario al frente del programa Versió original, emitido desde 1997 por Catalunya Ràdio y posteriormente por RAC 1 con el título Versió RAC 1.
Tras abandonar Crónicas Marcianas, regresó a TV3 para presentar los programas El submarí y posteriormente, Societat imitada, espacios que sólo se mantuvieron una temporada en pantalla. 
Posteriormente, en 8tv, televisión del Grupo Godó (propietario también de RAC 1), presenta el late show Dilluns Clapés y espacio de motor Fórmula Magistral.
El 2 de abril de 2008 debuta como presentador en una televisión nacional con el espacio 9 de cada 10, que emite La 1 de Televisión Española en el late night.

## Libros
- Versió original (2001). Editorial Planeta ISBN 84-08-03645-9

## Premios
- Premio Ràdio Associació de Catalunya 2008 como mejor profesional de radio[3]
- 2014 "Premio Ondas nacional de radio a la mejor trayectoria"[4]